# Don Draper

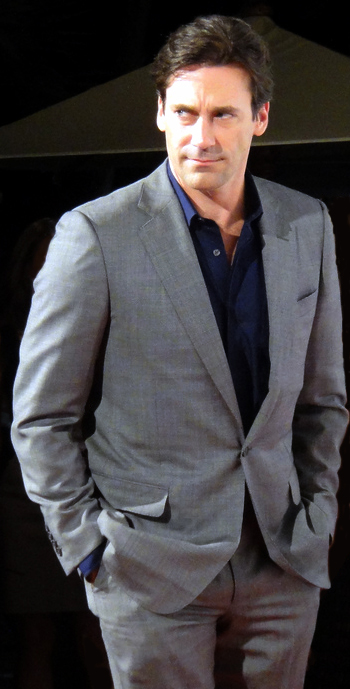
Don Draper spelas av Jon Hamm.

Donald Francis "Don" Draper är en fiktiv rollfigur spelad av Jon Hamm i den amerikanska TV-serien Mad Men.
Draper är seriens huvudfigur, född 1 juni 1926. Han är en drickande, kedjerökande chef med ett dunkelt förflutet som lyckats inom reklambranschen. Han är först Creative Director på reklambyrån Sterling Cooper och blir senare en av grundarna till byrån Sterling Cooper Draper Pryce. Drapers riktiga namn är Richard Whitman och detaljer om hans liv ges under seriens gång. Han är född i Illinois som son till en 22-årig prostituerad kvinna som senare avlider i barnsäng. Han tas senare omhand av sin biologiska far Archibald "Archie" Whitman och styvmodern Abigail. Senare får han en halvbror i Adam. När Don Draper är tio år gammal blir hans far ihjälsparkad av en häst. Styvmodern flyttar då med sönerna till Pennsylvania och de får en styvfar i "Uncle Mac". Det framkommer också att hans far Archibald gav honom rejält med stryk och att hans styvmor kallade honom "horungen".
Draper går aldrig klart high school och lämnar föräldrahemmet i 20-årsåldern. Han skriver in sig i armén och skickas till Koreakriget. Där ställs han under den riktiga Donald F. Drapers befäl för att bygga upp ett fältsjukhus. När fienden attackerar med artilleri dödas den riktiga Draper varpå Whitman byter namnbrickor och antar identiteten som Donald Draper. Han lyckas undvika att träffa den egna familjen då han eskorterar kistan till familjen Whitman. Han blir senare uppsökt av Anna Draper, den riktiga Don Drapers fru, och de blir nära vänner.
Hans rollfigurs uppgång sker i början av 1950-talet. Han möter Roger Sterling då han arbetar som pälsförsäljare och försöker övertyga honom om sina kvalitéer för att jobba på Sterling Cooper. Han blir så småningom Creative Director.
Han är först gift med Elizabeth "Betty" Draper som han har tre barn med. Under säsong tre skiljs de och han gifter senare om sig med Megan Calvet.